# Chimix Dos
Chimix Dos är en ort i Mexiko.   Den ligger i kommunen Chenalhó och delstaten Chiapas, i den sydöstra delen av landet, 800 km öster om huvudstaden Mexico City. Chimix Dos ligger 1 133 meter över havet och antalet invånare är 194.
Terrängen runt Chimix Dos är varierad, och sluttar norrut. Runt Chimix Dos är det ganska tätbefolkat, med 111 invånare per kvadratkilometer. Närmaste större samhälle är Pantelhó, 6,1 km öster om Chimix Dos. I omgivningarna runt Chimix Dos växer i huvudsak städsegrön lövskog.